# 澳門文學館
澳門文學館（葡萄牙語：Casa da Literatura de Macau）是一所位於澳門荷蘭園大馬路95號A-B座，為1920年落成的歷史建築，是以澳門文學為題材，推動澳門文學發展和學術研究工作的博物館。

## 概要
2022年9月17日，社會文化司司長代表及辦公室主任、中央人民政府駐澳門特別行政區聯絡辦公室宣傳文化部部長萬速成、文化局局長梁惠敏、文化發展諮詢委員會委員馬若龍和澳門筆會會長李觀鼎等一同主持開幕典禮，同日對外開放。

## 設施
此館為於荷蘭園大馬路墅式住宅建築群的A-B座。博物館的展覽大樓為典型的葡萄牙住宅設計，共有兩層，屋前有花園，住宅的副樓是一座咖啡室。